# Tripylium carcinicola
Tripylium carcinicola är en rundmaskart som först beskrevs av Edward Baylis 1915.  Tripylium carcinicola ingår i släktet Tripylium och familjen Monhysteridae.

## Underarter
Arten delas in i följande underarter:
- T. c. carcinicola
- T. c. calkinsi